# Camboya en los Juegos Olímpicos de Tokio 2020
Camboya estuvo representada en los Juegos Olímpicos de Tokio 2020 por tres deportistas, dos hombres y una mujer, que compitieron en dos deportes.
Los portadores de la bandera en la ceremonia de apertura fueron el atleta Pen Sokong y la nadadora Kheun Bunpichmorakat. El equipo olímpico camboyano no obtuvo ninguna medalla en estos Juegos.